# 72804 Caldentey
72804 Caldentey este un asteroid din centura principală de asteroizi.

## Descriere
72804 Caldentey este un asteroid din centura principală de asteroizi. A fost descoperit pe 11 aprilie 2001 la Costitx de S. Sanchez. Asteroidul prezintă o orbită caracterizată de o semiaxă mare de 2,97 ua, o excentricitate de 0,08 și o înclinație de 12,1° în raport cu ecliptica.